# Science and Technology of Advanced Materials
Science and Technology of Advanced Materials (STAM), créé en 2000, est un journal scientifique à comité de lecture avec une parution bimensuelle. Il couvre tous les domaines de la science des matériaux. C’est un journal international qui regroupe des éditeurs et des experts du monde entier. De 2000 à 2008, le journal était publié par Elsevier. Depuis 2008, grâce au soutien financier du National Institute for Materials Science (en) (NIMS), il est accessible gratuitement en ligne et imprimé par l’éditeur Taylor & Francis. 

## Domaines d’intérêts
Sont publiés des résultats nouveaux significatifs et des articles de fond dans tous les domaines de la science des matériaux, y compris les aspects théoriques, de synthèse, de procédés, de caractérisations, des propriétés et des applications. Le journal couvre les progrès de la recherche sur les solides, les liquides et les colloïdes, en mettant l'accent sur le caractère interdisciplinaire de la science des matériaux et des questions à la pointe de ce domaine, tels que les nano-, bio-et éco-matériaux.

## Open access
Les articles de STAM ont été publiés jusqu'en mars 2014 sous licence BY-NC-SA-3.0 et ils peuvent être téléchargés et distribués gratuitement dans un but non-commercial uniquement. Depuis mars 2014, les nouveaux articles sont publiés sous licence CC-BY 3.0, qui autorise notamment une réutilisation commerciale,.

## Impact
Selon le Journal Citation Reports, le journal STAM a un facteur d'impact 2024 égal à 6.9.